# Foton Gratour V3

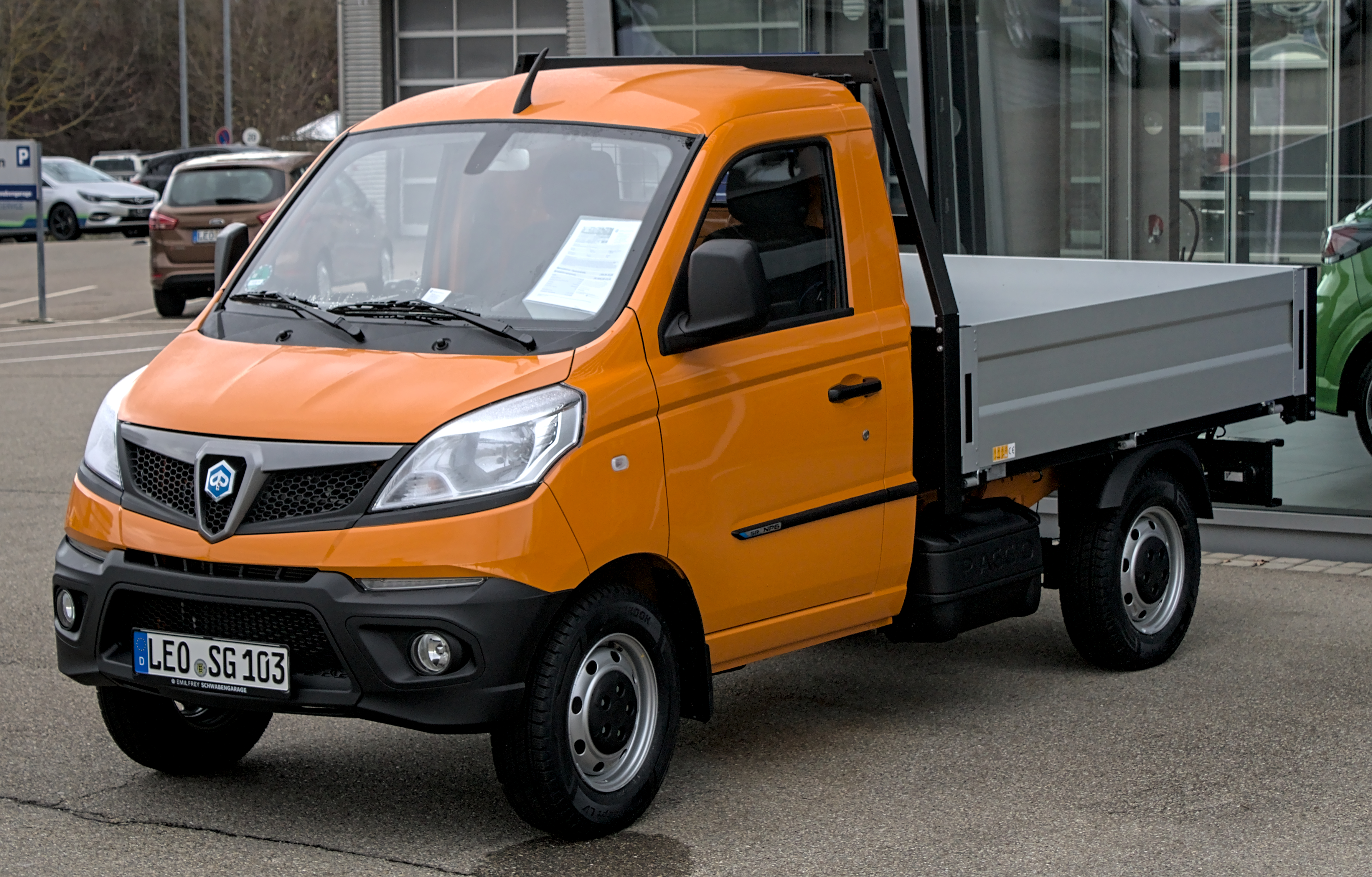
Piaggio Porter NP6

Foton View V3 и Foton View V5 — микровэны, выпускаемые китайской компанией Foton с 2014 года.

## Описание
Foton Gratour V3 был представлен в начале 2015 года. Модель оснащена бензиновым двигателем внутреннего сгорания объёмом 1 или 1,2 литра. Цены составляют от 30000 до 40000 юаней.

### Foton Gratour T3/Ollin T3
В конце 2016 года автомобиль Foton Gratour T3 сменил название на Foton Ollin T3. Ранее автомобиль оснащался двигателями внутреннего сгорания 4W12M1 и LJ469Q-1AE9, позднее автомобиль стал оснащаться двигателями внутреннего сгорания Dongan DAM15DR и Dongfeng Liuzhou LJ469.

### Xiangling V/ View V3/ View V5
Автомобиль Foton Xiangling V оснащается двигателями внутреннего сгорания объёмом 1,2 и 1,5 литра. Габариты кузова:
- Длина — 2100 мм;
- Ширина — 1560 мм;
- Высота — 360 мм.

### Piaggio Porter (NP6)
Это второе поколение Piaggio Porter, выпускаемое с января 2021 года, является производной моделью от Foton Gratour V3 при соглашении между Foton и Piaggio.

## Галерея

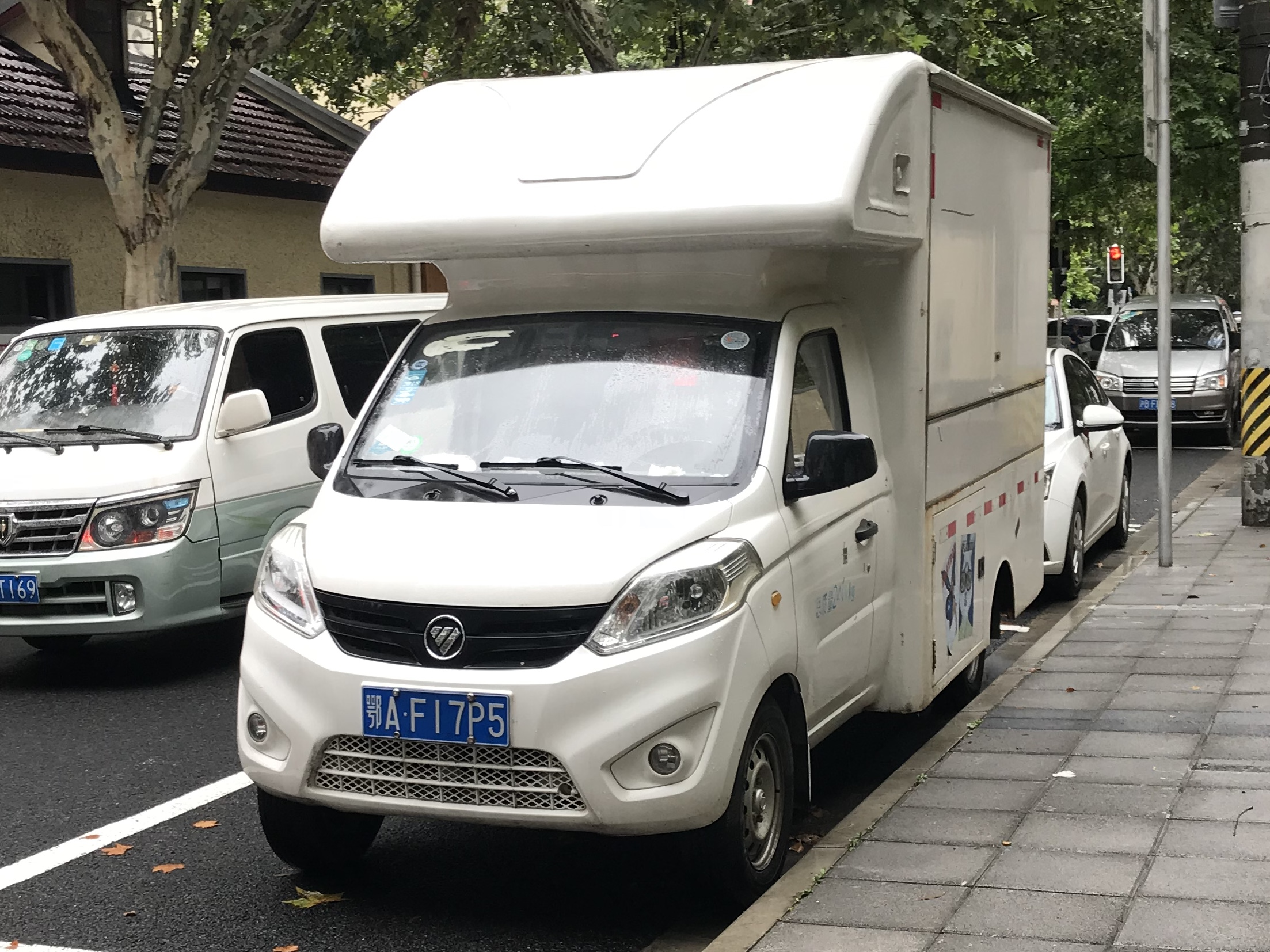
Foton Xiangling V RV
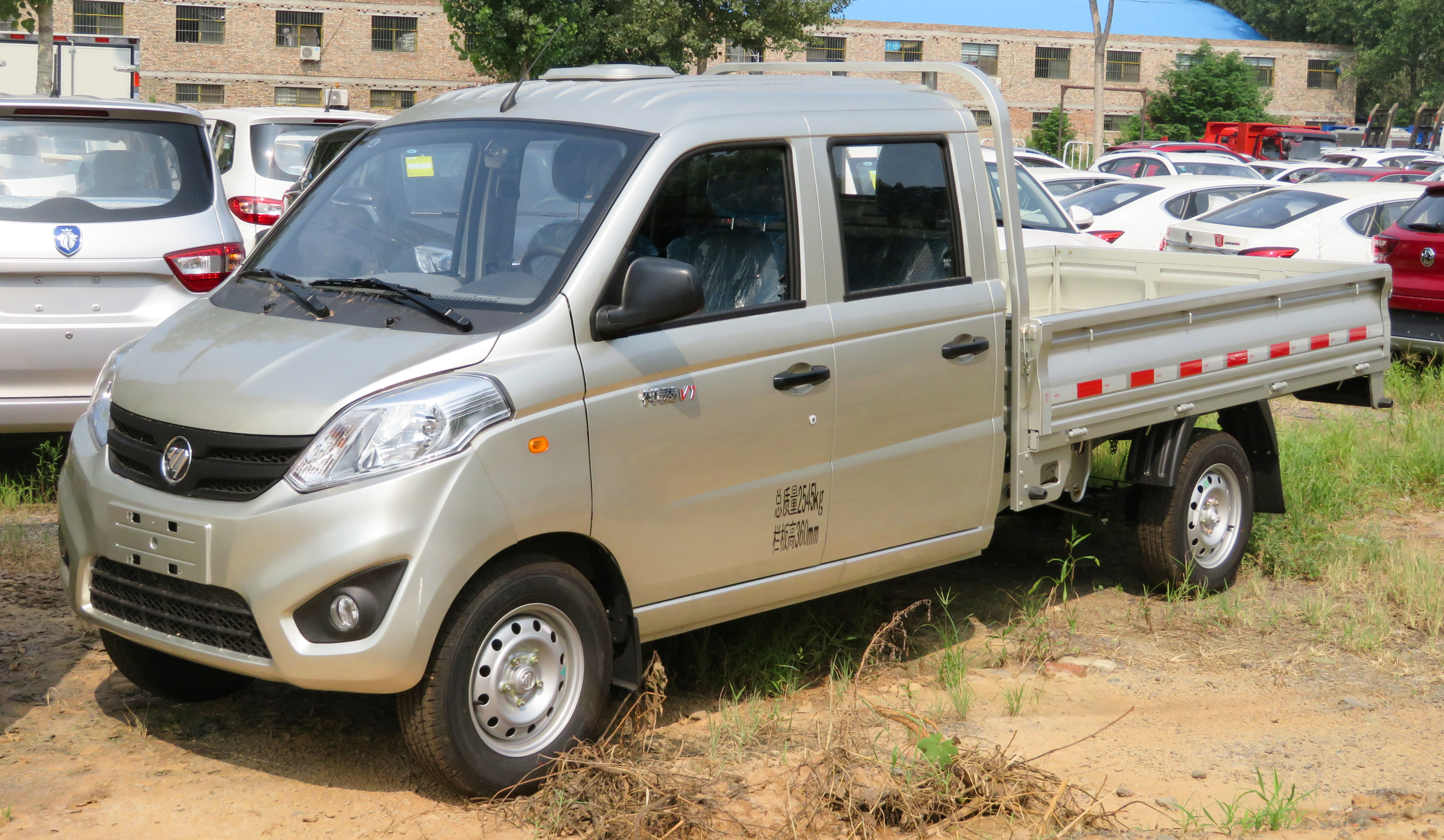
Xiangling V с двойной кабиной
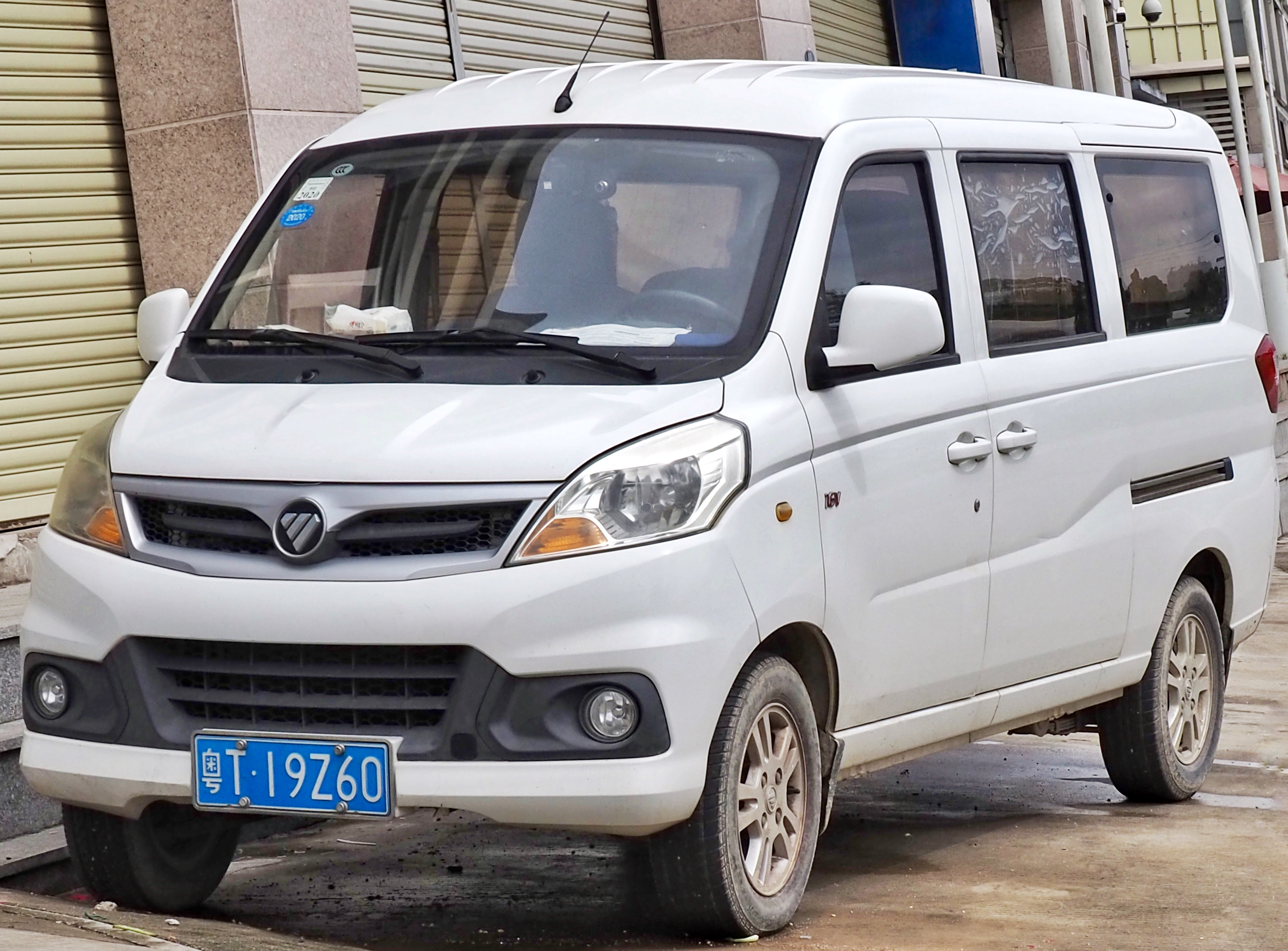
Foton Xiangling V (View V5)
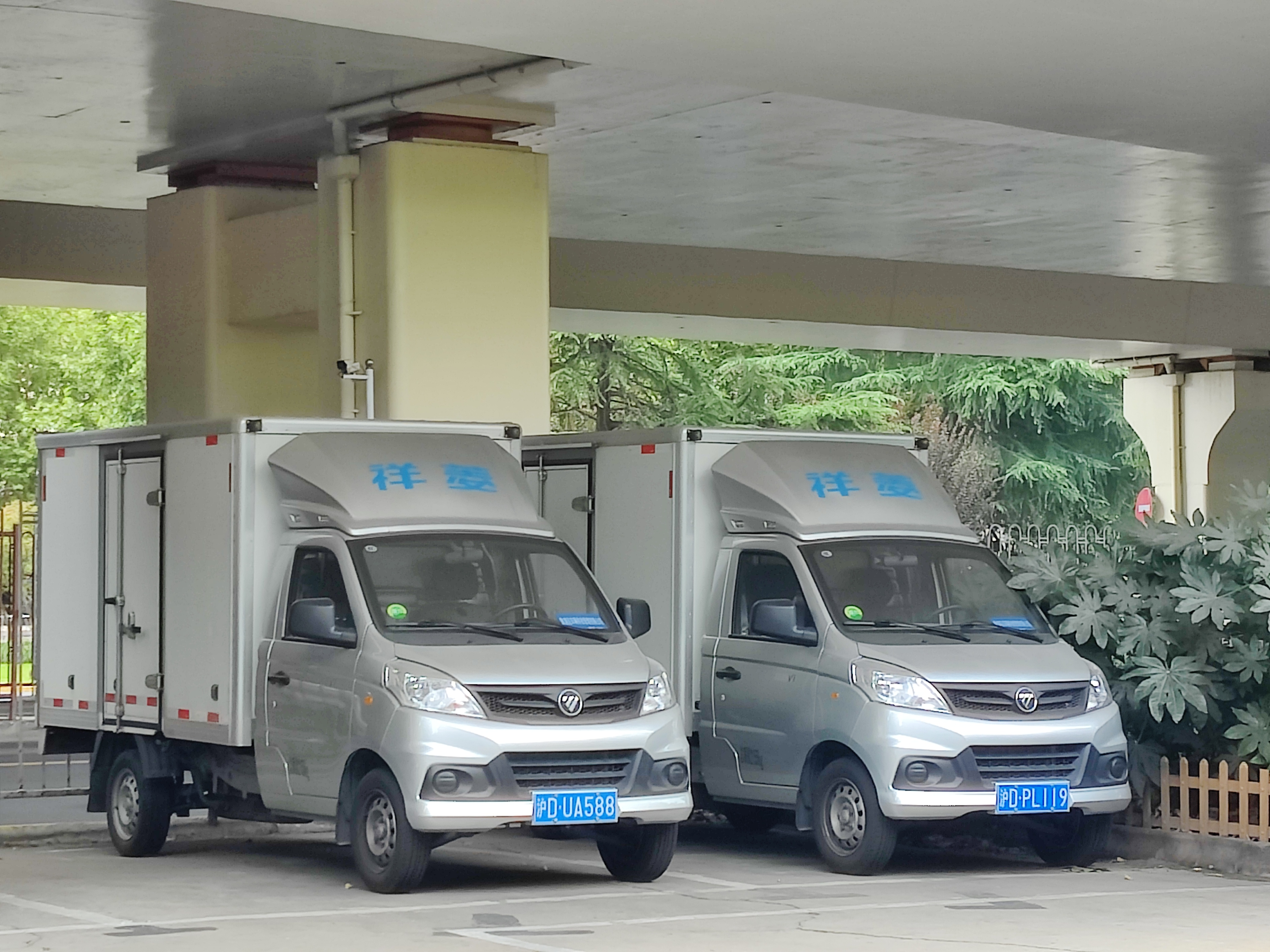
Foton Xiangling V после фейслифтинга